# Султану (Дамбовица)
Султану (рум. Sultanu) насеље је у Румунији у округу Дамбовица у општини Вишинешти. Oпштина се налази на надморској висини од 359 m.

## Становништво
Према подацима из 2002. године у насељу је живело 398 становника, од којих су сви румунске националности.